# Лункин, Виталий Владимирович
Виталий Владимирович Лункин (англ. Vitaly Lunkin; род. 7 мая 1971, Москва, СССР) — профессиональный игрок в покер, чемпион мира по рэндзю по e-mail 2002.
Всю свою сознательную жизнь увлекался интеллектуальными играми. В онлайн-покере Виталий известен под никнеймом Vitaly Lunkin. На турнирах представлял сайт Full Tilt Poker.
Чемпион турнира Russian Poker Tour Moscow.
Победитель турнира суперхайроллеров EPT10 Барселона, прошедшего в августе-сентябре 2013 года в Испании, со взносом € 50 000. Призовой фонд турнира составил € 2 448 765, с выплатой € 771 300 за 1 место.

## World Series of Poker Bracelets
| Year | Tournament                                        | Prize (US$) |
| ---- | ------------------------------------------------- | ----------- |
| 2008 | $1,500 No Limit Hold’em                           | $629,417    |
| 2009 | $40,000 No Limit Hold’em — 40th Anniversary event | $1,891,018  |